# Psychotria neurothrix
Psychotria neurothrix är en måreväxtart som beskrevs av Johannes Müller Argoviensis. Psychotria neurothrix ingår i släktet Psychotria och familjen måreväxter. Inga underarter finns listade i Catalogue of Life.